# 攻撃的現実主義
攻撃的現実主義（こうげきてきげんじつしゅぎ、英: Offensive realism）とは、国際関係学における現実主義の一種である。

## 特色
現実主義同様、国家を国際関係の主要な要素ととらえているが、いくつかの仮定を加えている。
1. 国際社会は無政府状態である。
2. 国家は合理的に行動する。
3. 国家は、「生存すること」を目標の一つとしている。
4. すべての国家は、攻撃的な軍事能力を少なからず備えている。
5. 国家は、他の国家の意図について確証を持つことができない。

ジョン・ミアシャイマーは、この理論の主要な支持者である。
攻撃的現実主義は、モーゲンソーの古典的リアリズムと異なり、国際社会の無政府状態が対立の原因とする構造理論である。他のネオリアリズムの理論と対照的に、攻撃的現実主義は、自身の生存を目指す国家が現状の勢力均衡に満足できず、覇権の最大化を目指すという考え方である。
ジョン・ミアシャイマーはこの視点を自著「大国政治の悲劇」へまとめている。
- 将来にかけて、国家が生存に必要とする力の総量は予想することができない。
- それをもっとも担保しうるのは現在において覇権を握ることである。
- その結果、国家は他国がこの覇権にアクセスする可能性を排除しようと振舞う。
- 国家が生存に必要とする力の総量を現状で十分と判断したり、その見当を誤った国家は、覇権を握ることができない。

また、他の国家の意志が善意に基づくものではないと仮定して、国家は互いを恐れているものとみなしている。
国家は時に国家の存続以外の目標を掲げ、あるいは世界秩序を形成するために国際協力とイニシアティブに係わることがあるが、実際には常に国家自身の生存が優先される。
そのため、国家の存続に対する欲求、すなわち国力、安全保障にかかわる問題が国際的な緊張を引き起こして、そのような試みは短命であるか失敗に終わっていると考える。
また、攻撃的現実主義は民主的平和論（自由民主主義国家同士は軍事的衝突を起こさないという考え方）には否定的である。